# جیمز هنسن
 جیمز هنسن (انگلیسی: James Hansen؛ زاده ۲۹ مارس ۱۹۴۱) یک دانشمند اهل ایالات متحده آمریکا است. او یکی از اقلیم شناسان بسیار برجسته ی جهان است. هنسن را "پدر علم تغیرات اب و هوایی" نامیده اند. دانشمند پراوازه ای که همه چیز خود را در راه نجات زمین در مقابله با بحران جهانی محیط زیست گذاشته است